# M&M's
Pour les articles homonymes, voir MM.
 (mai 2017).
Si vous disposez d'ouvrages ou d'articles de référence ou si vous connaissez des sites web de qualité traitant du thème abordé ici, merci de compléter l'article en donnant les références utiles à sa vérifiabilité et en les liant à la section « Notes et références ».
M&M's est une marque de confiserie, d'origine américaine, appartenant à Mars Incorporated, utilisée pour des dragées au chocolat et aux cacahuètes. D'autres variantes existent : amandes, beurre de cacahuètes, etc.

## Historique

### Origines
De retour aux États-Unis en 1935 après la mort de son père, Forrest Mars fonde avec Bruce Murrie, le fils du président de Hershey, la société M&M's Chocolate Candies (M&M's pour « Mars & Murrie's »).
Sur le marché européen, les M&M's furent d'abord connus sous le nom de Bonitos et les M&M's Peanut sous l'appellation Treets de 1955 jusqu'en 1986.

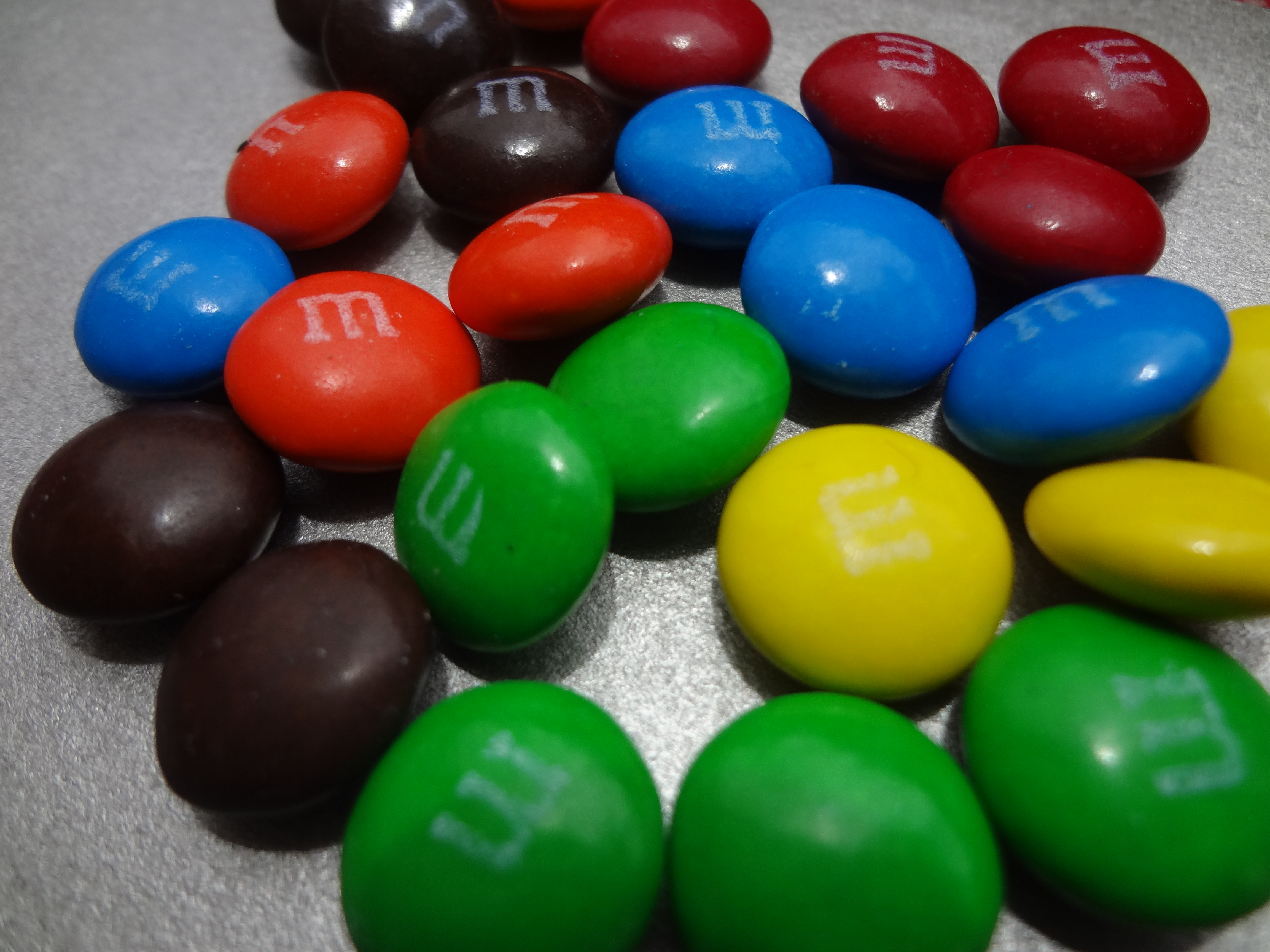
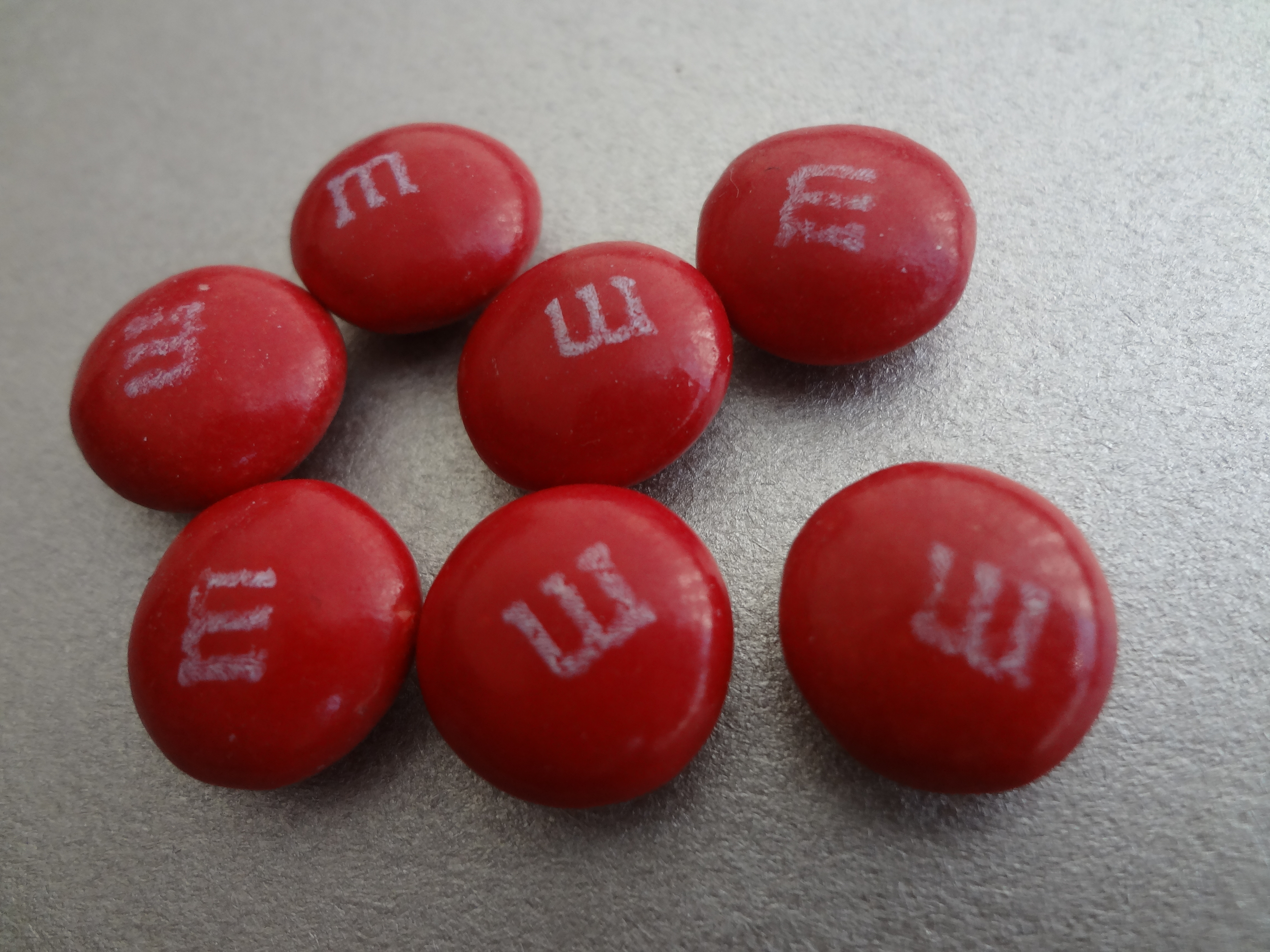
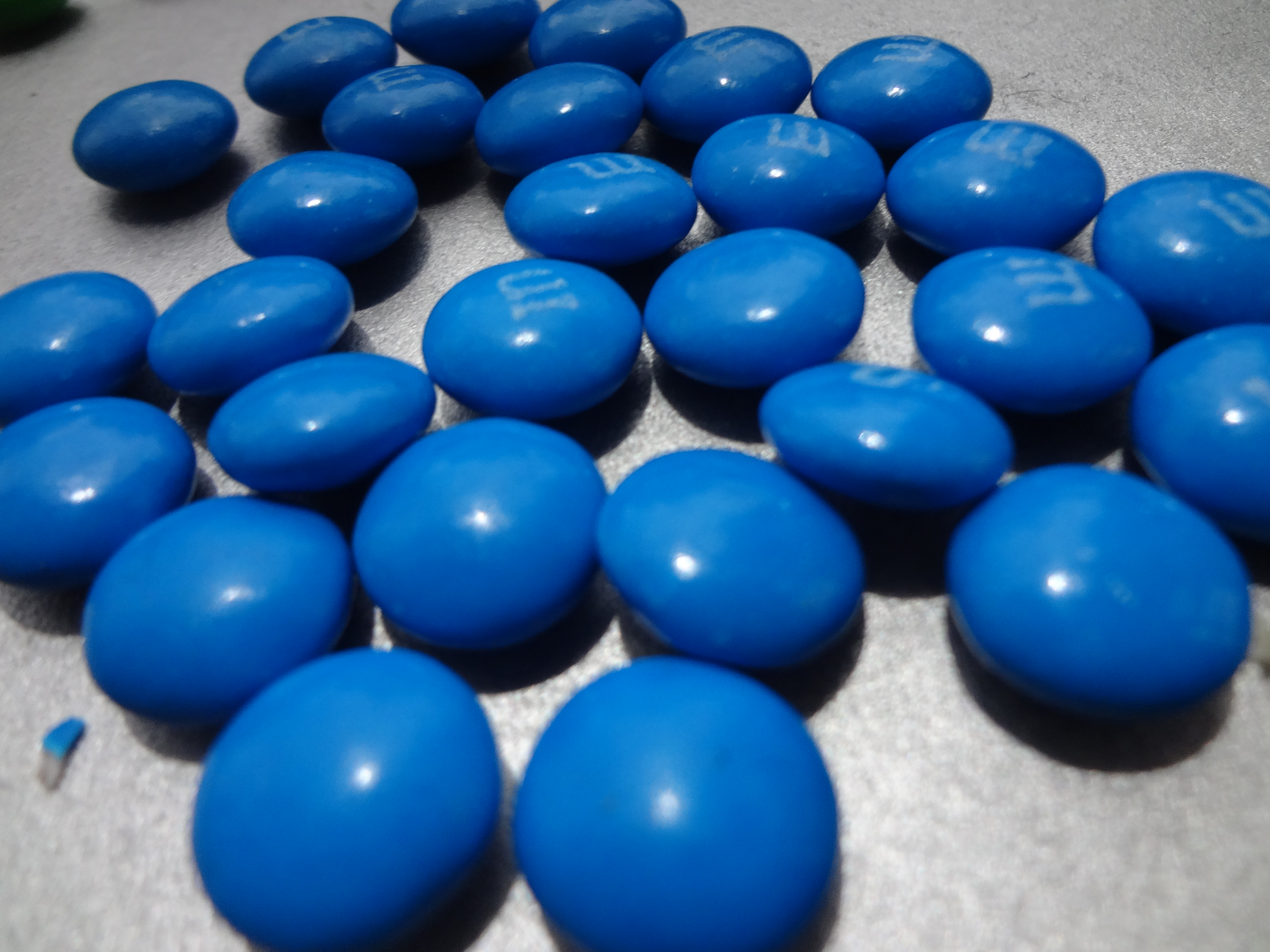
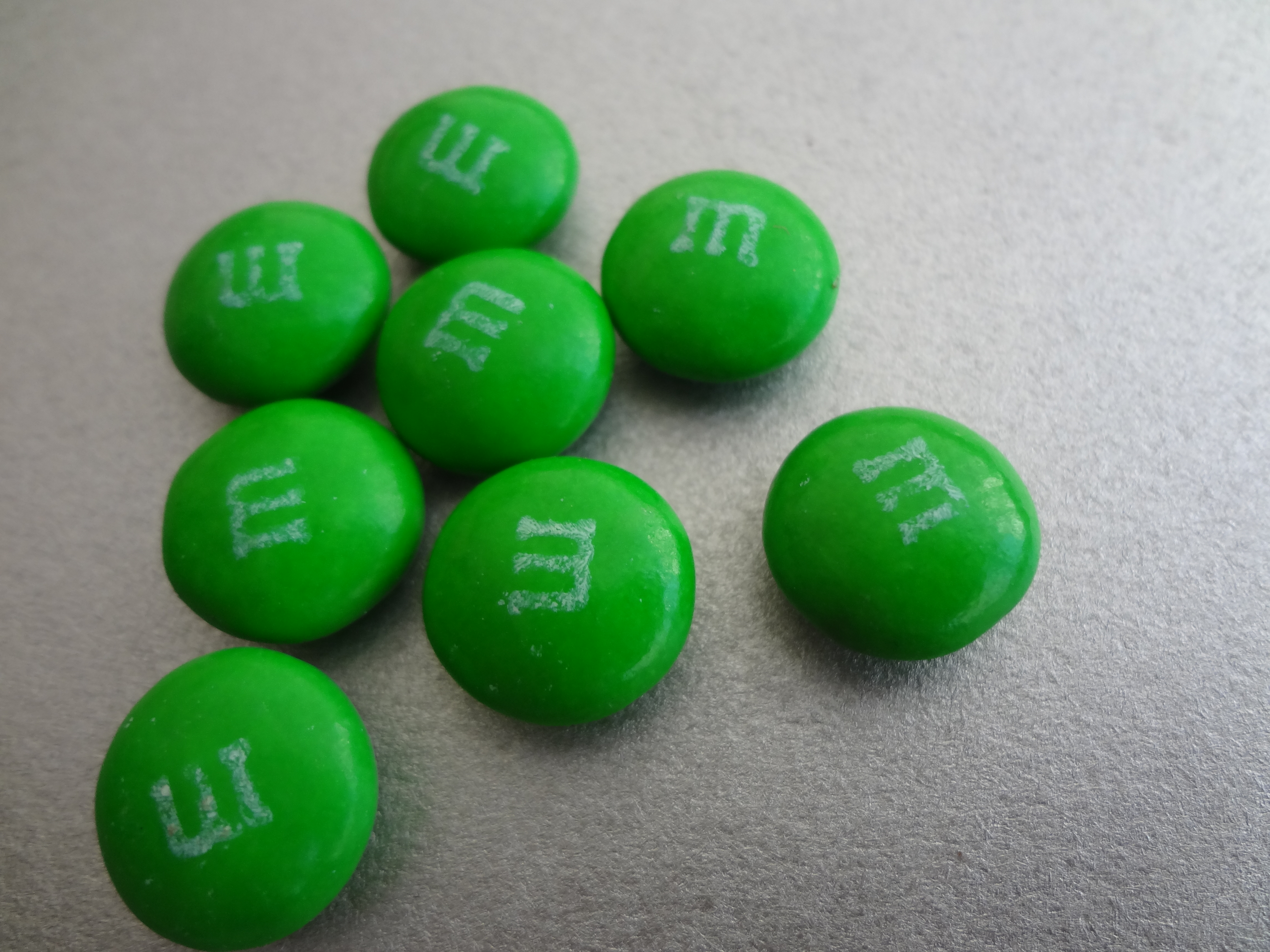

### Développement

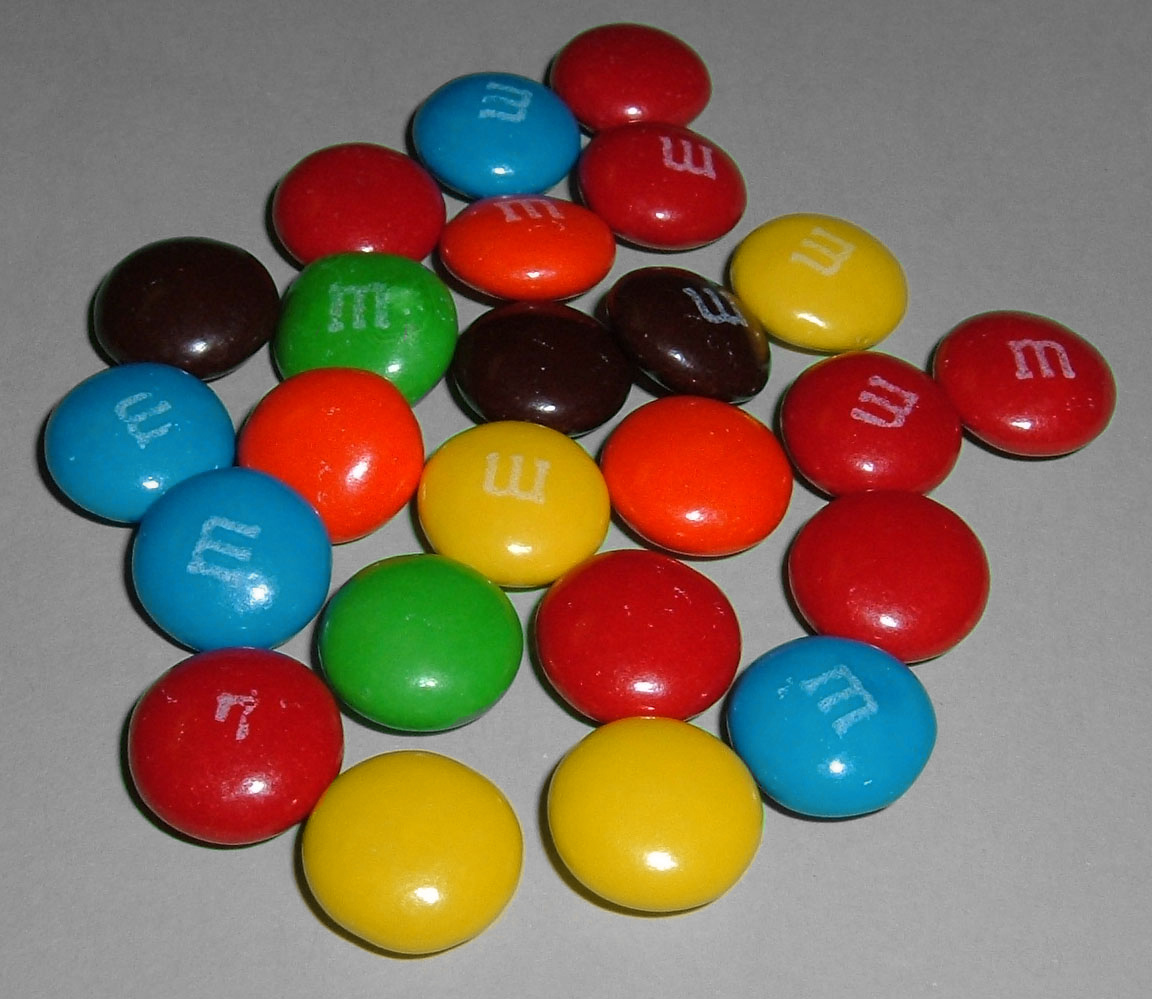
M&M's Minis.

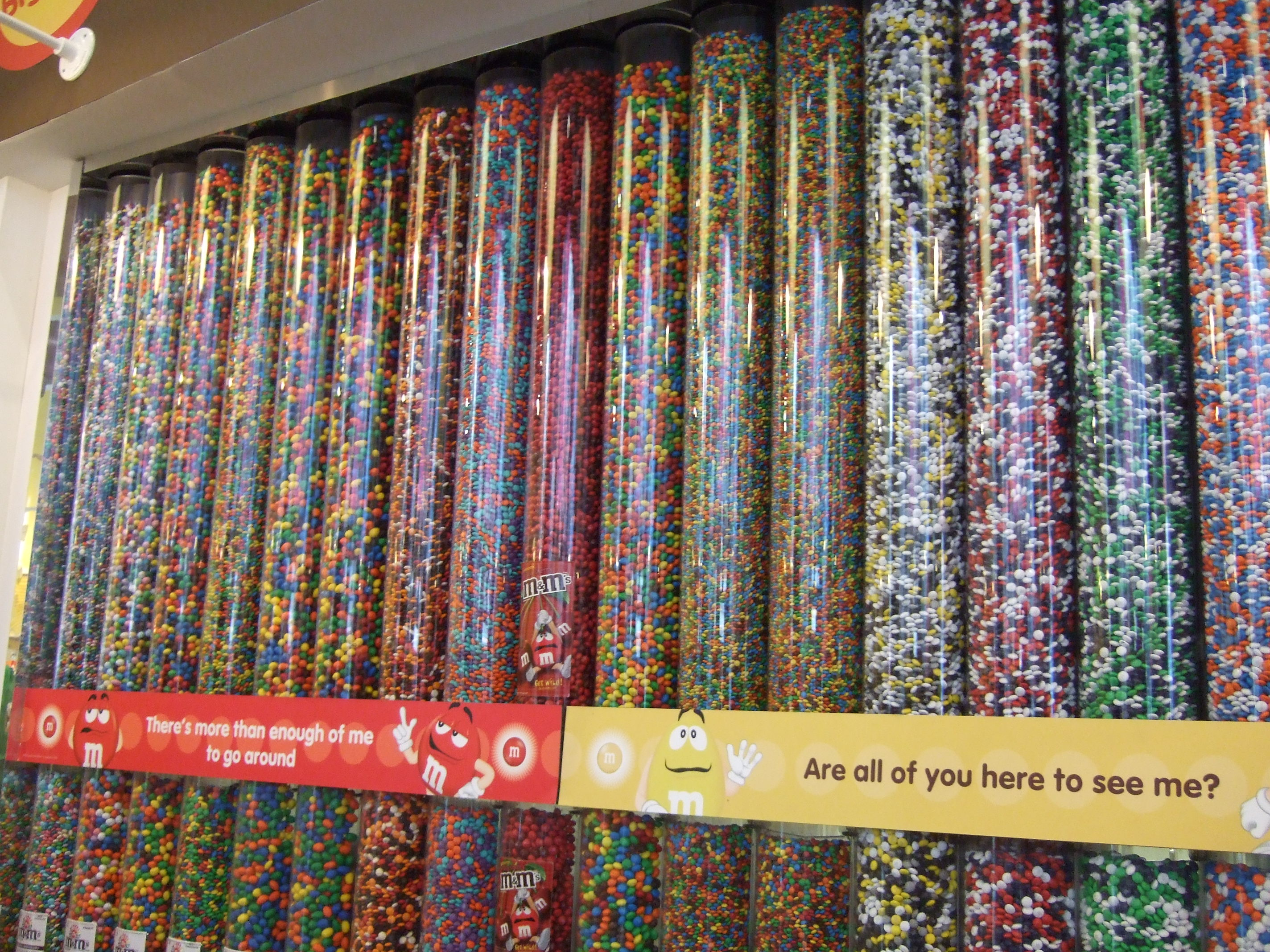
Mur de couleurs au magasin M&M's World sur Times Square.

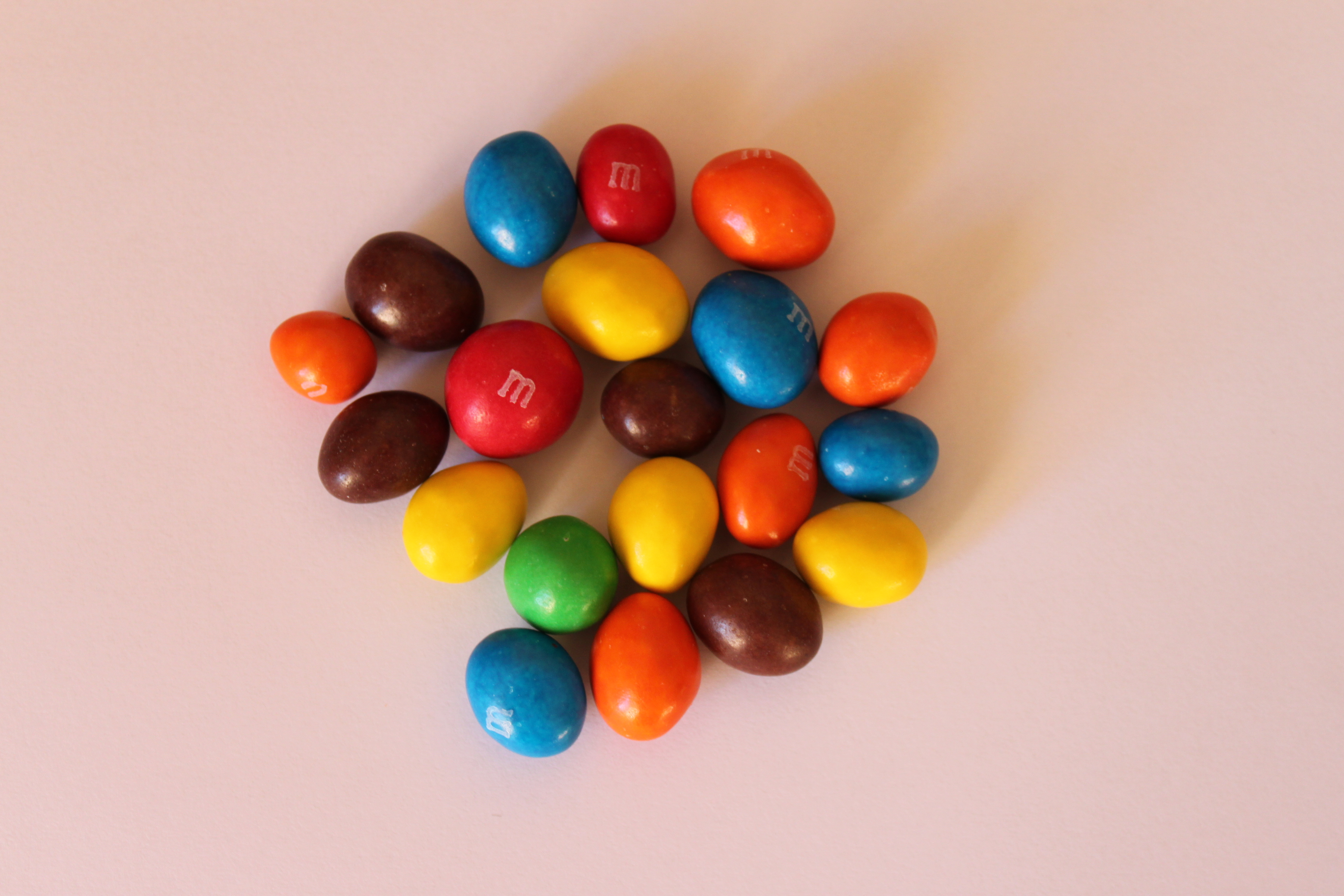
Contenu d'un sachet de M&M's Peanut.

Pendant la guerre civile espagnole, les soldats avaient l'habitude d'enrober des morceaux de chocolat de sucre pour éviter qu'ils ne fondent à cause de la chaleur. Forrest Mars, qui se trouvait à ce moment en voyage en Espagne revient aux États-Unis avec cette idée et crée les M&M's au début des années 1940. En 1941, les M&M's font le bonheur des soldats américains envoyés au front en Europe lors de la Seconde Guerre mondiale. Ils leur sont vendus comme confiserie facile à transporter dans leurs tubes en carton.
Vers la fin des années 1940, les M&M's sont commercialisés et, en 1948, les emballages carton deviennent des sachets encore employés au XXIe siècle.
En 1950, les M&M's sont devenus très populaires grâce à l'essor de la télévision et prennent définitivement leur place dans les foyers de millions d'Américains. C'est aussi la première apparition du « m » sur la bille de chocolat. (Il était noir).
En 1954, les M&M’S Peanut font leur apparition sur le marché. Les ventes des deux variétés de M&M's ne cessent de croître au fil du temps.
Apparaît enfin leur slogan : « M&M’s, le chocolat qui fond dans la bouche, pas dans la main ».
En 1960, plusieurs couleurs s'ajoutent au brun : rouge, jaune et vert.
En 1973, les personnages M&M's, jaune et rouge, gagnent en notoriété et deviennent l'emblème de la marque, apparaissant ainsi sur les paquets.
En 1976, la couleur orange est rajoutée au mélange M&M's. En cette même année, la couleur rouge disparaît des M&M's chocolat car le colorant E123 Amarante est cancérogène.
En 1981, les M&M's font le tour du monde à bord d'une navette spatiale américaine (l'un des concurrents de M&M's, Smarties, avait lui fait un voyage avec Youri Gagarine en 1961). Ceux-ci sont même exposés dans un musée consacré au voyage dans l'espace dans la salle « alimentation ».
Dans les années 1980, la marque lance des séries vacances aux couleurs des dites vacances. Noël devient vert et rouge et Pâques aborde des couleurs pastel. Au même moment, la marque fait son entrée sur les marchés européens.
En 1987, après de nombreuses demandes, les M&M's rouges refont leur apparition dans les sachets.
En 1996, une publicité mettant en vedette Rouge et Jaune est élue par le magasin Us Today comme meilleure pub. C'est aussi en 1996 que les minis sont introduits sur le marché, emballés dans des tubes en plastique de 6 couleurs différentes. La firme met en ligne son Hollywood version M&M's, un site parodiant le site web d'une firme de production de films hollywoodiens. Il plonge l'internaute dans un univers « glamour » et haut en couleur.
En 1997, Miss Vert fait sa première apparition, c'est le premier personnage féminin M&M's. Elle déclare ne fondre pour personne et finit par être aussi populaire que ses camarades. La même année s'ouvre également le magasin M&M's à Las Vegas.
En 1998, les M&M's se déclarent porte-parole du nouveau millénaire, car MM vaut 2000 en chiffres romains. En novembre, Rouge et Jaune apparaissent en 3D dans un film produit par la firme et projeté dans son magasin à Las Vegas.
En 1999, le Crispy est lancé sur le marché américain.
En 2009, les M&M's qui n'étaient plus vendus en Suède depuis 1957, afin de ne pas concurrencer la confiserie locale Marabou, reviennent sur le marché suédois. Dès lors, Mondelez la marque détentrice des bonbons Marabou, attaque en justice Mars. Le 2 juin 2016, la justice suédoise interdit la vente des M&M's, jusqu'à ce que soit retiré le petit « m » présent sur ses confiseries car jugé trop similaire au « m » de Marabou, sous peine de payer une amende de 2 millions de couronnes (215 000 €).
En 2014, les Mega M&M's ont été réintroduits aux États-Unis[réf. nécessaire].

## Produits
Les M&M's pour la France sont fabriqués dans les usines de Mars Chocolat France, à Haguenau.
Les produits M&M's actuels en vente en supermarchés, épiceries et grandes surfaces sont les M&M's Peanut (paquet jaune), les M&M's Chocolat (paquet brun), les M&M's Crispy (paquet bleu) et les M&M's Chocolat noir 70% (paquet violet), ainsi que des glaces M&M's (boîtes jaunes et brunes). De nouveaux produits M&M's sont disponibles en magasin : M&M's Mix (un assortiment de M&M's Peanut, Chocolat et Crispy) et des tablettes de chocolat M&M's : Peanut, Hazelnut, Crispy, Chocolate et Almond.

## Personnages et mascottes
Les mascottes de M&M's sont « Jaune et Rouge » ; « Jaune est un M&M's Cacahuète, plutôt grand et ovale et tient le rôle du grand benêt. Rouge est un M&M's chocolat, rond et plus plat que son compère. Plus que confiant en lui, il n'est pas le dernier à blaguer. Sur le ventre, ils arborent le « m » emblématique de la marque, qu'elle a adopté pour se distinguer de nombreuses copies ». Pour Anne Geisert, directrice marketing de Mars Chocolat France, société propriétaire de la marque, « Rouge et Jaune sont inspirés des grands duos du cinéma. Ils incarnent les valeurs du partage ». Ils sont créés par l'agence de publicité BBDO en 1971 (cette agence conseille encore la marque de nos jours), s'inspirant de précédentes publicités de 1954, où des visages étaient collés sur les billes chocolatés. À l'origine, ces billes n'ont pas de couleur, et il faut attendre la fin des années 1960 pour que les enrobages rouge et jaune soient créés, permettant en 1971 la création des mascottes. 
Concernant la France, les M&M's sont lancés en 1975, d'abord sans couleur, contrairement au marché américain. Il faut attendre les années 1980 pour que les billes deviennent médiatiquement également Jaune et Rouge, afin de véhiculer l'image de la marque. Mais c'est surtout à partir de 1995, grâce à Paul Michaels, président du groupe Mars, que la surmédiatisation des deux billes est décidée. Ceux-ci deviennent ainsi présents sur toutes les publicités de la marque, quel que soit le support (emballage, spots télévisés, magasins…). 
Depuis, d'autres billes colorées ont fait leur apparition, créant une « bande » en plus des deux billes emblématiques : Verte, Bleu, Orange et Miss Brown (depuis 2011). Un nouveau personnage rejoint la bande en 2022, il s'agit de Violette.

## Dangerosité des colorants employés
Les colorants employés dans les M&M's peuvent être très dangereux pour la santé, même si dans l'Union européenne, les plus toxiques ont été interdits et remplacés par d'autres, plus naturels, à l'instar du E110 Jaune orangé S (remplacé par de la curcumine), E129 Rouge Allura AC (remplacé par du carmin de cochenille) et E102 Tartrazine.
En mars 2015, le député européen José Bové, invité à l'antenne de BFM TV, révèle que l'un des éléments chimiques utilisé pour la fabrication des M&M's est le dioxyde de titane entrant dans la composition du colorant E171, afin d'augmenter la brillance de l'enrobage, dont les premières études tendent à démontrer qu'il pourrait être cancérigène. Le 10 mars 2006, le Centre international de recherche sur le cancer (CIRC) a classé le dioxyde de titane comme cancérogène possible pour l'homme (catégorie 2 B),,,.
En octobre 2016, l'ONG Agir pour l'environnement publie une enquête qui cite toujours, dans les ingrédients qui composent les M&M's, la présence de nanoparticules de dioxyde de titane,.

## Jeux vidéo
La marque a été déclinée en de nombreux jeux vidéo :
- 2000 : M&M's Mini Madness sur Game Boy Color ;
- 2001 : M&M's : Les Formules perdues sur Windows ;
- 2001 : M&M's Shell Shocked sur PlayStation ;
- 2001 : M&M's Blast! sur Game Boy Advance, un party game ;
- 2007 : M&M's Break' Em sur Game Boy Advance et Nintendo DS. Le jeu reprend le moteur de Gem Smashers[18]. Il obtient 5/10 sur IGN[18] ;
- 2007 : M&M's Kart Racing sur Wii et Nintendo DS ;
- 2008 : M&M's Adventure sur PlayStation 2, Wii et Nintendo DS ;
- 2009 : M&M's Beach Party sur Wii.

## Controverse
La marque annonce au mois de janvier 2023 retirer ses mascottes en forme de bonbons au chocolat, ciblés par une campagne de dénigrement d'une partie de la droite conservatrice américaine qui les accuse de promouvoir le « wokisme ».
Cependant, ils feront leurs retour le mois suivant, en février 2023, lors du Super Bowl, la marque indiquant que tout ça n'était qu'un coup de communication.